# Ichneumon hakutozanus
Ichneumon hakutozanus là một loài tò vò trong họ Ichneumonidae.